# Амбоаз
Амбоа̀з (на френски: Amboise) е град в централна Франция, регион Център-Вал дьо Лоар, предградие на Тур. Разположен е на левия бряг на река Лоара, на 20 km от град Тур. Населението на града е 12 589 (към 2007). Градът е туристически център, известен със своя замък и къщата музей (Кло Люсè) на Леонардо да Винчи, в която той е живял през последните 3 години от живота си. Замъкът Амбоаз е мястото, където през 1563 г. е подписан известният Едикт от Амбоаз.